# Tournoi de clôture du championnat d'Argentine de football 2012
Navigation
Tournoi précédent Saison suivante
Le tournoi de clôture de la saison 2012 du Championnat d'Argentine de football est le second tournoi semestriel de la 82e édition du championnat de première division en Argentine. Les vingt équipes sont regroupées au sein d'une poule unique où elles affrontent une fois chacun de leurs adversaires. Cette édition est la dernière à voir le championnat joué sous cette forme. En effet, à partir de la saison prochaine, le titre sera décerné lors d'un championnat annuel avec finale entre les vainqueurs des deux tournois semestriels.
Un classement cumulé sur les trois dernières années permet de déterminer les équipes reléguées et celles qui doivent passer par le barrage de promotion-relégation.
C'est le club d'Arsenal qui remporte le tournoi après avoir terminé en tête du classement final, avec deux points d'avance sur le Tigre. C'est le tout premier titre de champion d'Argentine de l'histoire du club.

## Qualifications continentales
Le vainqueur du tournoi Clôture est qualifié pour la Copa Libertadores 2013.

## Les clubs participants
| \| Buenos Aires Santa Fe La Plata Mendoza Rosario Bahía Blanca Rafaela San Juan Córdoba \| Villes représentées lors de la saison 2011-2012 |
| Buenos Aires Santa Fe La Plata Mendoza Rosario Bahía Blanca Rafaela San Juan Córdoba                                                       |

- All Boys
- Argentinos Juniors
- Arsenal
- Atlético de Rafaela
- Banfield
- Belgrano (Córdoba)
- Boca Juniors
- Colón (Santa Fe)
- Estudiantes (La Plata)
- Godoy Cruz (Mendoza)
- Independiente
- Lanús
- Newell's Old Boys (Rosario)
- Olimpo (Bahía Blanca)
- Racing Club
- San Lorenzo de Almagro
- San Martín (San Juan)
- Tigre
- Unión (Santa Fe)
- Vélez Sársfield

## Compétition
Le barème utilisé pour établir le classement est le suivant :
- Victoire : 3 points
- Match nul : 1 point
- Défaite : 0 point

### Classement
| Rang | Équipe                      | Pts | J  | G  | N  | P  | Bp | Bc | Diff |
| ---- | --------------------------- | --- | -- | -- | -- | -- | -- | -- | ---- |
| 1    | Arsenal                     | 38  | 19 | 11 | 5  | 3  | 30 | 15 | +15  |
| 2    | Tigre                       | 36  | 19 | 10 | 6  | 3  | 29 | 15 | +14  |
| 3    | Vélez Sarsfield             | 33  | 19 | 9  | 6  | 4  | 26 | 15 | +11  |
| 4    | Boca JuniorsT               | 33  | 19 | 9  | 6  | 4  | 30 | 20 | +10  |
| 5    | All Boys                    | 33  | 19 | 9  | 6  | 4  | 21 | 13 | +8   |
| 6    | Newell's Old Boys (Rosario) | 32  | 19 | 9  | 5  | 5  | 26 | 19 | +7   |
| 7    | Colón (Santa Fe)            | 29  | 19 | 7  | 8  | 4  | 24 | 18 | +6   |
| 8    | Argentinos Juniors          | 27  | 19 | 7  | 6  | 6  | 17 | 15 | +2   |
| 9    | Estudiantes (La Plata)      | 27  | 19 | 7  | 6  | 6  | 23 | 24 | -1   |
| 10   | Lanús                       | 26  | 19 | 7  | 5  | 7  | 19 | 18 | +1   |
| 11   | Unión (Santa Fe)            | 25  | 19 | 5  | 10 | 4  | 21 | 20 | +1   |
| 12   | San Lorenzo de Almagro      | 25  | 19 | 6  | 7  | 6  | 22 | 23 | -1   |
| 13   | Atlético de Rafaela         | 24  | 19 | 6  | 6  | 7  | 26 | 24 | +2   |
| 14   | Belgrano (Córdoba)          | 24  | 19 | 6  | 6  | 7  | 17 | 20 | -3   |
| 15   | San Martín (San Juan)       | 22  | 19 | 6  | 4  | 9  | 21 | 29 | -8   |
| 16   | Independiente               | 20  | 19 | 5  | 5  | 9  | 22 | 28 | -6   |
| 17   | Racing Club                 | 19  | 19 | 5  | 4  | 10 | 19 | 27 | -8   |
| 18   | Godoy Cruz (Mendoza)        | 14  | 19 | 2  | 8  | 9  | 11 | 25 | -14  |
| 19   | Olimpo (Bahía Blanca)       | 13  | 19 | 3  | 4  | 12 | 20 | 34 | -14  |
| 20   | Banfield                    | 11  | 19 | 2  | 5  | 12 | 15 | 37 | -22  |

|  | Qualification directe pour la Copa Libertadores 2013 |
|  | T : Tenant du titre                                  |

### Classement cumulé
Un classement cumulé des trois dernières saisons du championnat permet de déterminer les deux équipes reléguées en Primera B et les deux qui doivent passer par le barrage de promotion-relégation.
| Rang | Équipe                      | Pts   | J   | G | N | P | Bp | Bc | Diff |
| ---- | --------------------------- | ----- | --- | - | - | - | -- | -- | ---- |
| 1    | Velez Sarsfield             | 1,815 | 114 |   |   |   |    |    |      |
| 2    | Estudiantes (La Plata)      | 1,666 | 114 |   |   |   |    |    |      |
| 3    | Lanús                       | 1,561 | 114 |   |   |   |    |    |      |
| 4    | Argentinos Juniors          | 1,543 | 114 |   |   |   |    |    |      |
| 5    | Boca JuniorsOuv             | 1,543 | 114 |   |   |   |    |    |      |
| 6    | ArsenalClo                  | 1,447 | 114 |   |   |   |    |    |      |
| 7    | Belgrano (Córdoba)          | 1,447 | 38  |   |   |   |    |    |      |
| 8    | Colón (Santa Fe)            | 1,421 | 114 |   |   |   |    |    |      |
| 9    | Newell's Old Boys (Rosario) | 1,394 | 114 |   |   |   |    |    |      |
| 10   | Independiente               | 1,386 | 114 |   |   |   |    |    |      |
| 11   | All Boys                    | 1,381 | 76  |   |   |   |    |    |      |
| 12   | Godoy Cruz (Mendoza)        | 1,350 | 114 |   |   |   |    |    |      |
| 13   | Atlético de Rafaela         | 1,315 | 38  |   |   |   |    |    |      |
| 14   | Unión (Santa Fe)            | 1,315 | 38  |   |   |   |    |    |      |
| 15   | Racing Club                 | 1,298 | 114 |   |   |   |    |    |      |
| 16   | Tigre                       | 1,271 | 114 |   |   |   |    |    |      |
| 17   | San Martín (San Juan)       | 1,263 | 38  |   |   |   |    |    |      |
| 18   | San Lorenzo de Almagro      | 1,254 | 114 |   |   |   |    |    |      |
| 19   | Banfield                    | 1,245 | 114 |   |   |   |    |    |      |
| 20   | Olimpo (Bahía Blanca)       | 1,013 | 76  |   |   |   |    |    |      |

|  | Participation au barrage de promotion-relégation                                       |
|  | Relégation directe en Primera B                                                        |
|  | Ouv ; Vainqueur du tournoi d'Ouverture 2011 Clo : Vainqueur du tournoi de Clôture 2012 |

#### Barrage de promotion-relégation
| Équipe 1                 | Résultat | Équipe 2               | Aller | Retour |
| ------------------------ | -------- | ---------------------- | ----- | ------ |
| Rosario Central (D2)     | 0 - 0    | San Martín (San Juan)  | 0 - 0 | 0 - 0  |
| Instituto (Córdoba) (D2) | 1 - 3    | San Lorenzo de Almagro | 0 - 2 | 1 - 1  |

## Bilan de la saison
| Championnat d'Argentine de football 2012 |                                |
| Champion                                 | Arsenal (1er titre)            |
| Qualifications continentales             |                                |
| Copa Libertadores 2013                   | Arsenal                        |
| Promotions et relégations                |                                |
| Promus en Primera Division               | River Plate Quilmes            |
| Relégués en Primera B Nacional           | Banfield Olimpo (Bahía Blanca) |